# 海泉寺 (神戸市)
海泉寺（かいせんじ）は兵庫県神戸市長田区駒ケ林町にある臨済宗の仏教寺院。

## 歴史
文永3年（1266年）東尻池の宝満寺が寛心禅師の教化で真言宗から禅宗に改め大いに栄えて、駒ヶ林に海泉寺は宝珠庵、慈眼庵、松月庵、松源庵とともに建てられ、宝満寺の子坊となった。
寺伝では、正応元年（1288年）漸岸覚俊禅師が駒ヶ林で暴風雨にあい、大樹に身を寄せ一心に観音経を念誦すると大樹の頂に龍灯が輝き、その導きで無事宝満寺に帰ることができた。その奇端に感じ、正応2年（1289年）圓明国師を開山に創建された。
- 明治7年（1874年）火災にあい、現在地にあった慈眼庵に移って海泉寺とした。
- 大正12年（1923年）本堂改築の時、駒林町にあった阿弥陀堂（この堂宇は、若い男女が大晦日に集う雑魚寝堂に使われていたとされる[1]）の木材を利用。阿弥陀堂の棟札に文化12年（1815年）建立とあり、この堂に祀られていた阿弥陀三尊仏が今の本尊である。
- 昭和39年（1964年）山門を新築し、湯川秀樹の銘による全人類の幸福を祈る梵鐘を新鋳。
- 平成元年（1989年）、本堂修築、玄関、庫裏、高麗門を新築。
- 平成7年（1995年）1月17日 - 阪神・淡路大震災で本堂[2]・鐘楼が倒壊した。
札所本尊十一面観世音菩薩は観音堂に安置。
- 平成28年（2016年）1月17日 - 震災で全壊していた本堂が災害にも強い鉄筋コンクリート2階建てで再建される[2][3]。

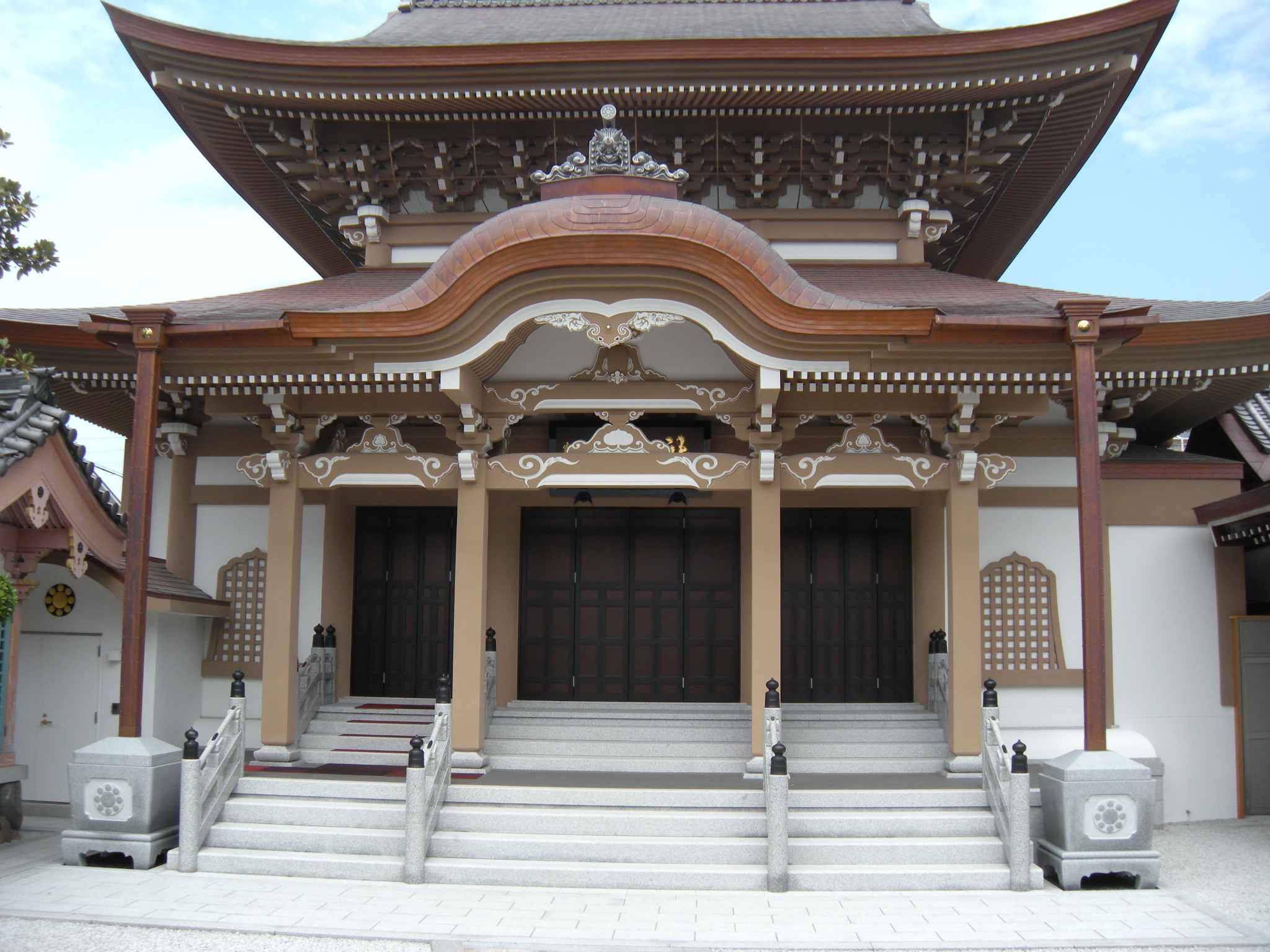
海泉寺の本堂（地蔵菩薩）

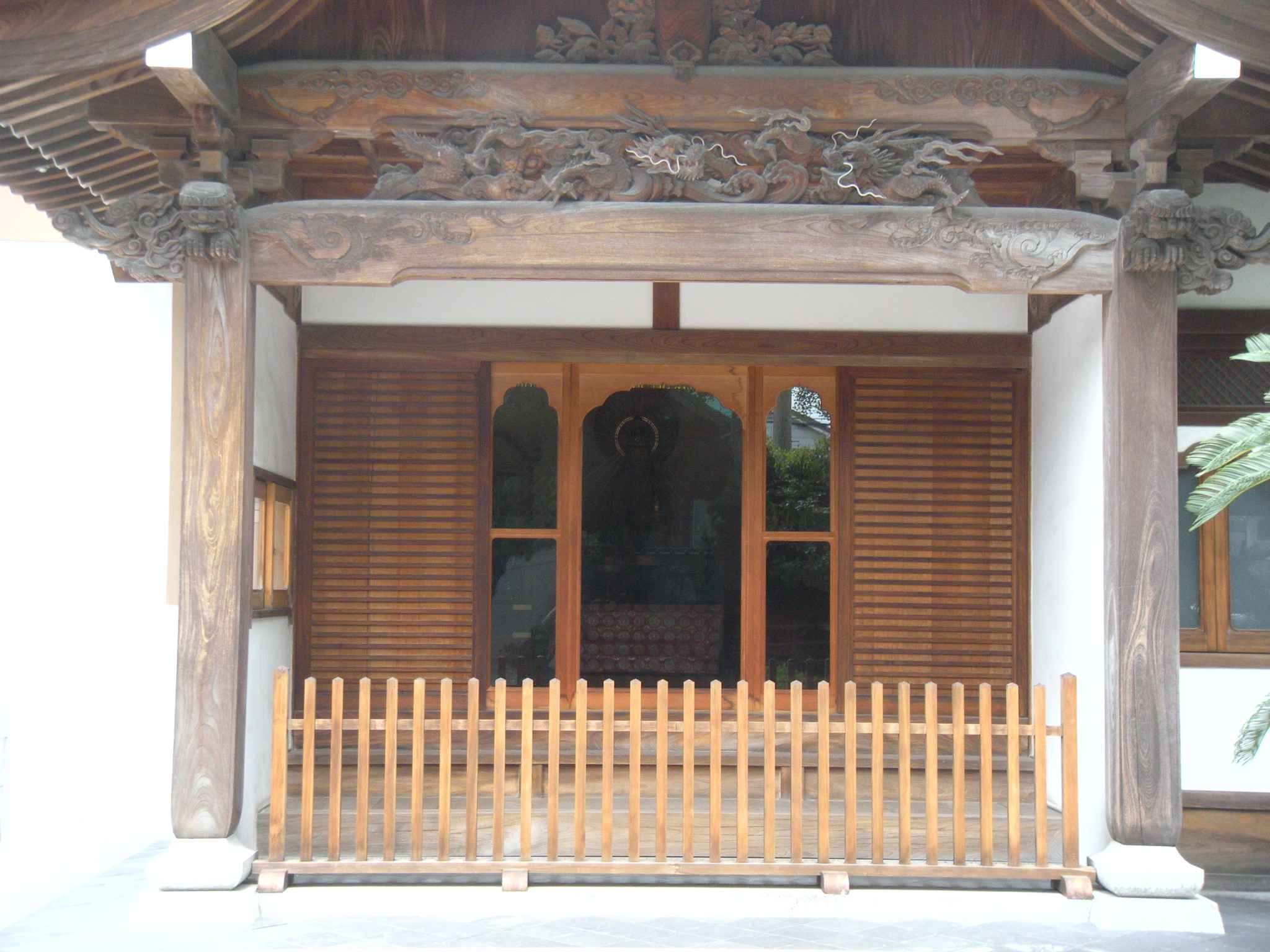
海泉寺の観音堂(十一面観音)

- 平成28年（2016年）6月以降 - 檀家による開眼法要を実施予定

## 交通アクセス
- 地下鉄海岸線駒ヶ林駅より、西に徒歩5分。